# Hrvatski ragbijski kup 1994.
Hrvatski kup u ragbiju za 1994. je osvojio Jadran HRM iz Splita.

## Rezultati i ljestvice

### Skupina Sjever
| mj. | klub              | ut. | pob. | ner. | por. | poen+ | poen- | bod. |
| --- | ----------------- | --- | ---- | ---- | ---- | ----- | ----- | ---- |
| 1.  | Zagreb            | 2   | 2    | 0    | 0    | 104   | 5     | 6    |
| 2.  | Sisak             | 2   | 1    | 0    | 1    | 46    | 72    | 4    |
| 3.  | Lokomotiva Zagreb | 2   | 0    | 0    | 2    | 5     | 78    | 2    |

### Skupina Jug
| Jadran HRM Split |  | - |  | Makarska rivijera |  | 20:14 |

### Završnica
Igrana u Splitu 4. lipnja 1994.
| Jadran HRM Split |  | - |  | Zagreb |  | 20:0 |

## Poveznice
- Prvenstvo Hrvatske u ragbiju 1993./94.